# Menhir von Kaltenwestheim
Der Menhir von Kaltenwestheim, auch Weiber-Wetzstein genannt, war ein vermutlicher vorgeschichtlicher Menhir bei Kaltenwestheim im Landkreis Schmalkalden-Meiningen in Thüringen. Er wurde 1945 zerstört.

## Lage
Der Menhir befand sich am Ortsrand von Kaltenwestheim am Döllschen Haus. Die Nachbildung befindet sich heute innerorts, vor dem Gasthaus Zum Wetzstein, Am Schlagtor 4. Die zahlreichen Trümmerstücke des zerstörten Originalsteines wurden beim Wiederaufbau der 1945 zerstörten Häuser unachtsam verbaut.

## Beschreibung
Der Menhir bestand aus Sandstein. Er hatte eine Höhe von etwa 180 cm. Er hatte die Form eines viereckigen, sich nach oben verjüngenden Pfeilers mit abgerundeter Spitze. Möglicherweise handelte es sich hierbei bereits um einen Ersatz oder eine Umarbeitung eines ursprünglichen, vorgeschichtlichen Menhirs. Archäologische Funde aus seiner Umgebung sind nicht bekannt. 1945 wurde der Stein bei einem Bombenangriff zerstört. 1953 wurde an seiner Stelle ein Obelisk errichtet.

## Der Menhir in regionalen Sagen und Brauchtum
Um den Menhir ranken sich mehrere Sagen, die auf realen Begebenheiten des Jahres 1463 fußen: Zu dieser Zeit überfielen die Herren von der Tann die Grafschaft Henneberg, zu der auch Kaltenwestheim gehörte. Bei der Verteidigung des Orts taten sich die Frauen besonders hervor, weshalb der Graf von Henneberg ihnen eine Ehrensäule errichten ließ. Da die Männer von Kaltenwestheim an dem Stein Unfug trieben, erwirkten die Frauen ein Strafrecht beim Grafen. Eine „Steinschulzin“ wurde ernannt, die eine Glocke erhielt und die Frauen des Dorfes herbeirufen konnte, um die Männer bei weiterem Unfug zu bestrafen.
Aus dieser Begebenheit entwickelte sich die Sage, dass man an dem Stein nicht zum Schabernack wetzen dürfe, denn ansonsten käme die Steinschulzin mit mehreren Frauen, die mit Zangen und Gabeln auf den Unhold losgehen, ihn ins Wasser treiben und ihn baden. Auch würden sie ihm einen Strohkranz aufsetzen und ihm ein Bund Heu vorwerfen. Nur durch eine Geldspende würden die Frauen schließlich von ihm ablassen. Gleiches soll auch Leuten geschehen, die innerhalb des Orts den Stein loben oder ihn schelten. Eine weitere Sage berichtet, dass die Furchen im Stein vom Wetzen der Sensen und Waffen vor der Schlacht stammen sollen.
Anlässlich der historischen Grundlage dieser Sagen finden jährlich vom 5. bis 8. Mai Festspiele statt.